# Neoscytalidium
Neoscytalidium is een geslacht van schimmels behorend tot de familie Botryosphaeriaceae. De typesoort is Neoscytalidium dimidiatum.

## Soorten
Volgens Index Fungorum telt het geslacht vier soorten (peildatum februari 2022):
| Soortnaam                      | Auteur(s)                                                      | Publicatiejaar |
| ------------------------------ | -------------------------------------------------------------- | -------------- |
| Neoscytalidium dimidiatum      | (Penz.) Crous & Slippers                                       | 2006           |
| Neoscytalidium novaehollandiae | Pavlic, T.I. Burgess & M.J. Wingf.                             | 2008           |
| Neoscytalidium oculus          | R.P. Calvillo-Medina, J. Mena, Raymundo & V. Bautista-de-Lucio | 2018           |
| Neoscytalidium orchidacearum   | S.K. Huang, Tangthir., J.C. Kang & K.D. Hyde                   | 2016           |